# Eustrotia bryophilina
Eustrotia bryophilina là một loài bướm đêm trong họ Noctuidae.